# Râul Drogul
Râul Drogul este un curs de apă, afluent al râului Găldița. 